# Elvis Costello
Elvis Costello, pseudonimo di Declan Patrick MacManus (Londra, 25 agosto 1954), è un cantautore, chitarrista e compositore britannico. Ha iniziato la sua carriera negli anni settanta come esponente della scena pub rock londinese, prima che il suo nome venisse associato ai movimenti punk e new wave della seconda metà degli anni '70.
Il suo acclamato album d'esordio My Aim Is True è stato registrato nel 1976. Poco tempo dopo ha formato il gruppo The Attractions, che lo ha accompagnato negli anni seguenti.
Nel corso della sua carriera ha vinto numerosi premi, incluso un Grammy Award ed ha ricevuto due nomination ai BRIT Award nella categoria "Best British Male". Elvis Costello e The Attractions sono inclusi nella Rock and Roll Hall of Fame. Nel 2004 Costello è stato inserito nella lista dei 100 artisti più grandi di tutti i tempi secondo Rolling Stone alla posizione numero 80.
Tra le sue canzoni più celebri vi sono Alison, Everyday I Write the Book, I Wanna Be Loved, God's Comic, Shipbuilding, I Almost Had a Weakness, The Man Out of Time, She e Almost Blue.

## Biografia

### Adolescenza e primi approcci alla musica
Elvis Costello è nato all'ospedale St. Mary di Londra da Lilian Alda e Ross MacManus, di origine irlandese. Lo pseudonimo deriva dalla combinazione del nome di Elvis Presley con il cognome della sua bisnonna. È figlio d'arte: suo padre Ross MacManus cantava nella Joe Loss Orchestra e da solista usava lo pseudonimo Day Costello; incise anche in italiano, nel 1970 una versione di The Long and Winding Road dei Beatles, intitolata La lunga strada che, mentre sua madre vendeva dischi. Forse proprio per questo non si affezionò solamente al rock, ma frequentò per anni anche il mondo della musica classica e del jazz.
Costello ha vissuto a Twickenham e si è trasferito a Birkenhead nel 1971. Qui ha formato la sua prima band, un duo folk chiamato Rusty e fondato con Allan Mayes. Dopo la scuola ha formato un altro gruppo e poi si è spostato a Londra dove ha suonato con i Flip City. Dal 1974 al 1976 suona nei locali della scena pub rock di Londra adottando lo pseudonimo D.P. Costello, in omaggio al padre In questo periodo, che coincide con l'avvio della sua carriera, frequenta gli ambienti punk e new wave, sviluppando negli anni uno stile unico dal punto di vista musicale, oltre che una raffinata e apprezzata scrittura dei testi. Per un breve periodo ha lavorato come impiegato e archivista anche per la Midland Bank. La sua prima etichetta discografica è stata la Stiff Records, che lo ha ingaggiato dopo aver ricevuto una sua demo. Il suo manager nella Stiff, Jake Riviera, gli ha suggerito un cambio di nome, diventando Elvis Costello.

### Anni 1977-1980: prime produzioni
Il primo singolo ufficiale di Costello è stato pubblicato per la Stiff ed è datato 25 marzo 1977. Si tratta di Less Than Zero. Due mesi dopo è stato pubblicato il suo album d'esordio, My Aim Is True, che ha avuto un successo moderato ma comunque notevole per un artista esordiente: alla posizione numero 14 nella Official Albums Chart e successivamente alla numero 32 nella Billboard 200). I dischi della Stiff compreso My Aim Is True, distribuiti solo nel Regno Unito, potevano arrivare negli Stati Uniti tramite importazione. Nel tentativo di cambiare questo fatto a lui sfavorevole e anche per manifestare la possibilità di firmare per una label d'oltreoceano, Costello organizzò un'esibizione di protesta per strada e per questo motivo fu arrestato. Qualche mese dopo firmò un contratto con la Columbia Records.
Il supporto per l'album di debutto di Costello gli viene fornito dai Clover, gruppo country rock i cui membri in seguito sarebbero entrati nei The Doobie Brothers. Il primo singolo per una major di Costello è Watching the Detectives, registrato con Steve Nieve e due musicisti dei The Rumour. Sempre nel 1977 Elvis Costello ha fondato una band che gli potesse garantire il supporto costante e permanente: The Attractions, costituiti da Steve Nieve (piano), Bruce Thomas (basso) e Pete Thomas (batteria, non parente di Bruce).
Il 17 dicembre 1977 Costello & the Attractions, in sostituzione dei Sex Pistols, sono stati invitati a suonare Less Than Zero al Saturday Night Live. Nell'occasione Costello ha interrotto il brano ed ha attaccato a suonare Radio Radio, imitando ed omaggiando un gesto di ribellione di Jimi Hendrix nella puntata del 9 gennaio 1969 durante lo show serale della BBC Happening for Lulu condotto dalla cantante Lulu. Dopo questo evento si guadagna un divieto decennale a far parte dello show e la nomea di "giovane ribelle". Dopo un tour con gli altri artisti della Stiff (immortalato nell'album Live Stiffs Live, che include una versione di Costello del brano di Burt Bacharach e Hal David I Just Don't Know What to Do with Myself), la band ha registrato This Year's Model (1978). Ha fatto seguito il primo tour del gruppo in Australia ed un altro tour nel Nord America (Stati Uniti e Canada) durante cui è stato diffuso il disco promozionale Live at the El Mocambo, registrato a Toronto (pubblicato ufficialmente solo nel 1993).
Nel 1979 ha pubblicato il terzo LP Armed Forces. Sia l'album che il singolo Oliver's Army hanno raggiunto la seconda posizione nel Regno Unito, mentre la traccia d'apertura Accidents Will Happen ha acquisito una vasta esposizione televisiva grazie ad un videoclip animato originale diretto da Annabel Jankel e Rocky Morton. Nel 1979 Costello ha trovato anche il tempo di produrre l'album Specials, esordio discografico della band The Specials, esponenti del movimento 2 Tone Ska.
Nel marzo 1979 la reputazione di Costello negli Stati Uniti (e di conseguenza il successo) è stata inquinata da un altro episodio spiacevole: ubriaco, durante una conversazione con Stephen Stills e Bonnie Bramlett in un bar di Columbus (Ohio), ha definito James Brown un "culo-jive negro" e Ray Charles un "cieco e ignorante negro". Costello si è scusato attraverso una conferenza stampa tenuta a New York pochi giorni dopo, sostenendo che era ubriaco e che aveva cercato di essere fastidioso con lo scopo di porre fine alla serata, senza pensare che Bramlett avrebbe potuto riferire quanto detto. Costello ha affermato "avevo sentito il bisogno di infastidire quelle persone con cui ero, dicendo le cose più offensive che potevo produrre in quel momento". Nelle note della versione estesa dell'album Get Happy!!, Costello scrive che qualche tempo dopo aveva rifiutato l'incontro con Charles a causa dei sensi di colpa, anche se Charles l'aveva già perdonato, scrivendogli: "le parole dette da ubriaco non sono fatte per essere riportate dalla stampa". Costello, inoltre, ha collaborato per molto tempo in Gran Bretagna con la campagna Rock Against Racism sia prima che dopo l'accaduto.
Sempre nel 1977 Costello è apparso in My Very Special Guests, album di debutto di George Jones, definito da Elvis il suo artista musicale preferito.

### Anni '80
Nel febbraio 1980 ha pubblicato Get Happy!!, album in cui si sente l'influenza del soul e del post punk. L'album ottiene un ottimo successo raggiungendo la seconda posizione nel Regno Unito e l'undicesima negli Stati Uniti. Il singolo I Can't Stand Up for Falling Down è una vecchia canzone di Sam and Dave. La sua unica apparizione nel Nord America nel 1980 consiste nella partecipazione al festival Heatwave di Toronto.
Nel 1981 con la sua band ha pubblicato Trust, tra crescenti tensioni interne ai The Attractions. Il singolo statunitense Watch Your Step viene presentato dal vivo al Tomorrow Show di Tom Snyder. Nel Regno Unito i brani Clubland e From a Whisper to a Scream (duetto con Glenn Tilbrook degli Squeeze) non hanno un notevole impatto sulle classifiche. Sempre nel 1981 Costello coproduce e canta per l'album degli Squeeze East Side Story.
Dopo Trust viene pubblicato Almost Blue, disco di musica country contenente cover di brani di Hank Williams, Merle Haggard, Gram Parsons e altri. L'album rappresenta quindi un omaggio alla musica country, che Costello ascoltava da giovane (il suo artista preferito è George Jones). Le prime edizioni dell'album nel Regno Unito portavano l'avviso: «questo disco contiene musica country e western e può causare una reazione radicale agli ascoltatori dalle strette vedute.» A sorpresa il brano A Good Year for the Roses (scritto da Jerry Chesnut) è diventato una hit.
Il successivo Imperial Bedroom ha segnato una svolta nel sound dell'artista, che si fece più dark forse a causa della produzione affidata a Geoff Emerick, famoso come ingegnere dei Beatles. Il disco si fa apprezzare come uno dei più acclamati dalla critica, ma non è in grado di produrre alcuna hit. Contiene Almost Blue, brano in seguito reinterpretato da Chet Baker.
Nel 1983 è la volta di Punch the Clock, a cui partecipano il duo femminile Afrodiziak e il quartetto di corni The TKO Horns, oltre ai The Attractions. Clive Langer (anche coproduttore con Alan Winstanley) contribuisce alla scrittura di Shipbuilding, in cui suona la tromba Chet Baker. Tale canzone era stata già interpretata con un modesto successo da Robert Wyatt.
Sotto lo pseudonimo The Imposter, Costello pubblica Pills and Soap, un attacco ai cambiamenti nella società britannica causati dalle riforme di Margaret Thatcher e uscito in concomitanza con il periodo precedente alle elezioni del 1983. Anche tramite il video di Everyday I Write the Book (dall'album Punch the Clock) Costello manifesta critica e satira nei confronti dei poteri forti: in tale video compaiono i sosia del principe Carlo e della principessa Diana alle prese con un litigio domestico. Everyday I Write the Book è diventato il suo primo brano ad entrare in classifica sia nel Regno Unito che negli Stati Uniti. La B-side del singolo è una versione del brano Tomorrow's Just Another Day dei Madness.
Tensioni interne alla band (soprattutto tra Costello e Bruce Thomas) portano Elvis ad annunciare lo scioglimento del gruppo ed il suo ritiro prima delle registrazioni di Goodby Cruel World. Le incomprensioni si ripercuotono sul disco, pubblicato nel giugno 1984 tanto che, nell'edizione 1995, viene scritto in una dicitura: «complimenti, hai appena acquistato il nostro peggior disco.» Il ritiro di Costello, anche se di breve durata, ha portato alla pubblicazione di due raccolte: Elvis Costello: The Man (in Europa compreso il Regno Unito e in Australia) e The Best of Elvis Costello & The Attractions (negli Stati Uniti).
Nel 1985 ha partecipato al concerto benefico del Live Aid in Inghilterra, cantando da solo e con poco entusiasmo All You Need Is Love dei Beatles. Nello stesso anno ha collaborato con l'amico T-Bone Burnett per il singolo The People's Limousine sotto lo pseudonimo The Coward Brothers. Inoltre ha prodotto Rum Sodomy & the Lash, secondo disco dei The Pogues.
L'antipatia interposta tra Costello e Bruce Thomas non ha impedito al primo il suo ritorno ufficiale sulle scene, avvenuto nel febbraio 1986 con l'album King of America a cui hanno partecipato T-Bone Burnett, Mitchell Froom, Jerry Scheff, Tom "T-Bone" Wolk e Mickey Curry, oltre agli stessi The Attractions (in due tracce), compreso Bruce Thomas. In questo periodo Elvis Costello ha cambiato legalmente il suo nome, tornando a Declan MacManus e aggiungendo Aloysius come secondo nome. Inoltre ha organizzato un tour suonando alternativamente da solo in acustico, poi con i The Confederates e con i The Attractions. Nel maggio 1986 ha preso parte ad un concerto a Dublino volto alla sensibilizzazione sul tema della disoccupazione, molto pesante in quel periodo in Irlanda.
Alcuni mesi dopo è ritornato in studio con i The Attractions e ha registrato Blood and Chocolate, undicesimo disco pubblicato nel settembre 1986. Il disco segna il ritorno alla produzione di Nick Lowe, produttore dei primi cinque dischi di Costello. L'album non ha fornito clamorosi successi a livello di singoli, ma include I Want You, una delle sue canzoni più famose. Su questo lavoro Costello adotta lo pseudonimo Napoleon Dynamite, nome attribuito in seguito al personaggio del Master of Ceremonies che ha suonato durante il tour vaudeville di promozione (lo stesso pseudonimo era stato già usato nel 1982 per la B-side Imperial Bedroom ed inoltre viene preso nel 2004 per il film intitolato proprio Napoleon Dynamite).
Nel 1989, dopo aver firmato per la Warner Bros. Records, pubblica Spike, che raggiunge la posizione numero 5 nella Official Albums Chart. Il disco contiene la hit Veronica scritta insieme a Paul McCartney con il quale ha scritto anche My Brave Face, You Want Her Too, Don't Be Careless Love e That Day is Done contenute nell'album Flowers in the Dirt dello stesso Paul McCartney.

### Anni '90
Nel 1991 Costello pubblica Mighty Like a Rose (quinta in UK), in cui è presente il singolo The Other Side of Summer. Nello stesso periodo è coautore e coproduttore (con Richard Harvey) di G.B.H., colonna sonora dell'omonima serie televisiva di Alan Bleasdale. Questo lavoro, interamente strumentale e largamente orchestrale, permette alla coppia Costello-Harvey di vincere un Premio BAFTA nella categoria "Best Music for a TV Series".
Nel 1993 Costello si cimenta con la musica classica mediante una collaborazione con il Brodsky Quartet per The Juliet Letters, acclamata dalla critica. Sempre in tale periodo scrive un intero album per Wendy James, intitolato Now Ain't the Time for Your Tears. Costello ritorna al rock l'anno seguente con un progetto di riunificazione dei The Attractions e rappresentato dall'album Brutal Youth (marzo 1994). Nel 1995 pubblica Kojak Variety, un album di cover registrato negli anni 1989-1994 e seguito da All This Useless Beauty, disco contenente canzoni originali scritte inizialmente per altri artisti. Questo disco segna inoltre la fine del suo rapporto con la Warner Bros.
Nella primavera del 1996 Costello ha suonato per una serie di date "intime", supportato solo da Nieve al piano. L'estate e l'autunno seguenti segnano invece la fine del rapporto con i The Attractions: i rapporti sempre più incrinati col bassista Bruce Thomas raggiungono un punto di non ritorno e viene quindi chiuso così ogni tipo di contatto. L'ultimo live eseguito insieme è rappresentato da un concerto tenuto a Seattle (Washington) il 1º settembre 1996. Per adempiere agli obblighi contrattuali con la Warner Bros., Costello fa uscire un greatest hits intitolato Extreme Honey (ottobre 1997). Esso contiene un nuovo brano, The Bridge I Burned a cui partecipa Matt, suo figlio, come bassista.
Nel periodo precedente, Costello aveva lavorato come presidente del Meltdown Festival, concedendosi l'opportunità di esplorare nuove frontiere musicali. La partecipazione a tale festival porta alla realizzazione di un EP live a cui partecipa Bill Frisell.
Nel 1998 Costello firma un contratto con la PolyGram, nello stesso anno diventata parte della Universal. Il suo primo lavoro con la nuova etichetta è una collaborazione con Burt Bacharach. Tale collaborazione era già stata avviata qualche mese prima, nel 1996, attraverso il brano God Give Me Strength realizzato per il film Grace of My Heart. Da qui la coppia è partita per scrivere e registrare l'acclamato album Painted from Memory (settembre 1998) pubblicato dalla Mercury Records. Molte delle tracce presenti nel disco sono ispirate dalla dissoluzione del matrimonio con Cait O'Riordan. Costello e Bacharach hanno tenuto anche una serie di concerti con un'orchestra ed hanno registrato una nuova versione di I'll Never Fall in Love Again per la colonna sonora del film Austin Powers - La spia che ci provava (entrambi appaiono anche nel film mentre suonano il brano). Ha anche scritto il brano I Throw My Toys Around inserito nel film Rugrats - Il film ed eseguito live con i No Doubt. Nello stesso anno collabora con Paddy Moloney dei The Chieftains in The Long Journey Home, presente nella colonna sonora dell'omonima mini-serie televisiva (colonna sonora che vince un Grammy).
Nel 1999 Costello contribuisce con una versione di She (pubblicata nel 1974 da Charles Aznavour e Herbert Kretzmer) alla colonna sonora di Notting Hill prodotta da Trevor Jones. In occasione del 25º anniversario del Saturday Night Live, viene invitato alla trasmissione, durante la quale ha rievocato il suo brusco e celebre cambio di programma, interrompendo questa volta Sabotage dei Beastie Boys per suonare Radio Radio.

### Anni 2000
Nel 2000 appare alla The Town Hall di New York per l'opera di Steve Nieve Welcome to the Voice insieme a Ron Sexsmith e John Flansburgh dei They Might Be Giants. Nel 2001 è "artist-in-residence" presso la UCLA e scrive la musica per un balletto; inoltre produce e partecipa ad un album pop del mezzosoprano Anne Sofie von Otter intitolato For the Stars. Nell'aprile 2002 pubblica When I Was Cruel (Island Records) e successivamente intraprende un tour con una nuova band, gli Imposters (sostanzialmente i The Attractions, ma con un nuovo bassista, Davey Faragher, ex membro dei Cracker). Appare in versione animata nell'episodio Come ho passato la mia vacanza a strimpellare de I Simpson.
Il 23 febbraio 2003 Costello, insieme a Bruce Springsteen, Steve Van Zandt e Dave Grohl interpreta una versione di London Calling dei Clash alla cerimonia dei 45i Grammy Awards, in onore di Joe Strummer, frontman dei Clash deceduto pochi mesi prima. Nel mese di marzo Elvis Costello & the Attractions vengono inseriti nella Rock and Roll Hall of Fame. In maggio Costello annuncia il suo fidanzamento con la cantante canadese Diana Krall, che aveva conosciuto a Sydney. Nel settembre seguente pubblica North, album di ballate perlopiù incentrate sul suo rapporto con Diana. Nello stesso anno fa un'apparizione televisiva nella serie Frasier, in cui interpreta un cantante folk di nome Ben.
La canzone Scarlet Tide, coscritta con T-Bone Burnett e inserita nel film Ritorno a Cold Mountain, riceve una nomination ai Premi Oscar 2004 nella categoria "miglior canzone". Il brano viene anche suonato durante la cerimonia insieme a Alison Krauss, che canta nella versione della colonna sonora. Costello è inoltre coautore di molti brani presenti nell'album del 2004 The Girl in the Other Room di Diana Krall. Nel luglio 2004 la sua opera Il Sogno viene eseguita per la prima volta a New York. Il lavoro, un balletto ispirato al Sogno di una notte di mezza estate di Shakespeare, gli è stato commissionato dalla troupe italiana Aterballetto ed ha ricevuto il plauso da parte della critica di musica classica. Eseguita dalla London Symphony Orchestra diretta da Michael Tilson Thomas, l'opera è stata registrata e messa su CD, pubblicato nel mese di settembre dalla Deutsche Grammophon. Costello ha quindi pubblicato The Delivery Man nel settembre 2004, disco registrato ad Oxford (Mississippi) e pubblicato dalla Lost Highway Records.
Un'altra collaborazione tenuta in quel periodo è quella con Marian McPartland per lo show radiofonico Piano Jazz, pubblicato nel 2005. In esso Costello canta sei classici del jazz e due suoi brani accompagnato da McPartland al pianoforte. In novembre inizia a registrare il suo nuovo album con Allen Toussaint ed il produttore Joe Henry. The River in Reverse viene pubblicato nel Regno Unito dalla Verve Records nel maggio del 2006.
Il tour del 2005 comprende una tappa a Glastonbury considerata da Costello "terribile", dal momento che ha trovato il pubblico irriconoscente nei suoi confronti; le sue parole al riguardo sono: «non mi importa se dovrò suonare nuovamente in Inghilterra, quel concerto voglio dimenticarlo; ho vissuto lì 25 anni e la mia musica ha dato tanto alla vita di chi ha vissuto lì, ma ora con questa gente ho perso il legame.» Dopo l'arrivo dell'uragano Katrina, Costello e Allen Toussaint tengono dei concerti di beneficenza a New York nel settembre 2006. Al riguardo Costello scrive anche The River in Reverse, ispirato proprio al periodo difficile della Nazione.
Prende parte alle registrazioni dell'opera di Steve Nieve Welcome to the Voice (Deutsche Grammophon) nel ruolo del capo della polizia. Vi partecipano, tra gli altri, Barbara Bonney, Robert Wyatt e Sting. Riprende il ruolo nel 2008 interpretandolo in scena al Théâtre du Châtelet di Parigi con altri artisti tra cui Sting ed il figlio Joe Sumner (membro dei Fiction Plane). Pubblica, nel 2006, il live del concerto tenuto al North Sea Jazz Festival e intitolato My Flame Burns Blue. La colonna sonora di un episodio della seconda stagione di Dr. House - Medical Division include una versione del brano Beautiful di Christina Aguilera interpretato da Costello.
Gli viene in seguito commissionata un'opera da camera da parte della Danish Royal Opera di Copenaghen, riguardante l'infatuazione di Hans Christian Andersen nei confronti di Jenny Lind. L'opera, intitolata The Secret Songs, rimane incompiuta. In una performance del 2007 ha inserito qualche canzone tratta da quest'opera, mentre alcuni brani dell'opera stessa vengono inseriti nell'album Secret, Profane & Sugarcane datato 2009.
Il 22 aprile 2008 viene pubblicato Momofuku inizialmente solo in vinile. Nell'estate seguente suona in una data con i Police. Nel luglio dello stesso anno gli viene conferita una laurea honoris causa in musica da parte dell'Università di Liverpool. Tra il 2008 ed il 2010 è ospite della serie di Channel 4 Spectacle, di cui vengono prodotti venti episodi. In uno di questi viene intervistato da Mary-Louise Parker. Nel 2008 è anche ospite dell'album di Fall Out Boy Folie à Deux. Appare quindi in uno special del programma di Stephen Colbert A Colbert Christmas: The Greatest Gift of All. Nel giugno 2009 pubblica, in collaborazione con T-Bone Burnett l'album Secret, Profane & Sugarcane (primo disco per la Hear Music e ritorno alla musica country). Interpreta se stesso nel finale della terza stagione di 30 Rock. Nel maggio 2009 fa a sorpresa un cameo sul palco del Beacon Theater di New York insieme agli Spinal Tap.

### Anni 2010
Nel maggio 2010 annuncia l'annullamento di un concerto in Israele in opposizione al trattamento dello Stato di Israele nei confronti dei Palestinesi. Sul suo sito ha scritto al riguardo: «è necessario richiamare le falsità della propaganda, il doppio gioco e la lingua isterica della politica, la vanità e l'ipocrisia di comunicati pubblici da manovella.» Sempre nel 2010 è se stesso in un episodio della serie Treme. Nell'autunno del 2010 pubblica l'album National Ransom. Nel 2011 si esibisce al Madison Square Garden con i The Strokes.
Il 26 febbraio 2012 ha reso omaggio a Chuck Berry e Leonard Cohen presso la biblioteca presidenziale di Boston.
Nel settembre 2013 ha pubblicato Wise Up Ghost, disco realizzato in collaborazione con i The Roots. Gli è stato dedicato un documentario della BBC dal titolo Mystery Dance. In esso afferma che questo è l'ultimo suo album e, avvicinandosi ai sessanta anni d'età, preferisce «stare vicino alla famiglia e alla moglie» Diana Krall. Inoltre aggiunge che farà "concerti occasionali" quando avrà "bisogno di soldi".
Il 25 ottobre 2013 ha ricevuto un dottorato onorario da parte del New England Conservatory di Boston.
Nel 2016 realizza il testo di Turn the World Down, versione inglese di Love again, inedito contenuto in Black Cat, nuovo album in studio del cantante italiano Zucchero Fornaciari.

## Collaborazioni
Oltre alle importanti collaborazioni con Bacharach, the Brodsky Quartet e von Otter e a quelle già citate, Costello ha spesso lavorato con altri artisti, tra cui Tony Bennett, Lucinda Williams, Brian Eno e Rubén Blades.
Nel 1985 ha partecipato all'album Be Yourself Tonight degli Eurythmics. Nel 1987 ha iniziato una lunga collaborazione con Paul McCartney, con cui ha scritto molti brani, tra cui Back on My Feet (B-side del singolo Once Upon a Long Ago, 1987), Veronica e Pads, Paws and Claws (in Spike di Costello, 1989), So Like Candy e Playboy to a Man (in Mightly Like a Rose, 1991), quattro brani inseriti nell'album Flowers in the Dirt di McCartney (1989) e due brani presenti in Off the Ground (1993). Nel 1988 è coautore di At the Other End (of the Telescope) con Aimee Mann, brano che è presente nell'album Everything's Different Now dei 'Til Tuesday.
Nel 2005 si esibisce con Billie Joe Armstrong (frontman dei Green Day). Nel 2007 collabora con la band sudamericana Bajofondo per un brano incluso nell'album Mar Dulce. Nel 2008 canta in Carpetbaggers, brano incluso in Acid Tongue di Jenny Lewis.
Nel 2023 collabora con il gruppo sloveno  Joker Out nel brano New Wave, uscito il 21 Aprile.

## Vita privata
Costello è stato sposato tre volte. La prima unione è quella del 1974 con Maria Burgoyne, con cui ebbe un figlio, Matthew. Nel 1986 ha sposato la cantante di origini irlandesi Cait O'Riordan dopo un anno di fidanzamento. La loro storia d'amore è finita nel 2002.
Il 6 dicembre 2003 ha sposato l'artista jazz canadese Diana Krall,  nella tenuta di Elton John, alla periferia di Londra. Hanno avuto due gemelli, Dexter Henry Lorcan e Frank Harlan James, nati il 6 dicembre 2006 a New York.
Costello ha comunicato, nel luglio 2018 di essere stato operato d'urgenza per rimuovere quello che i suoi medici hanno descritto come un «piccolo ma molto aggressivo tumore».
È vegetariano e sostenitore dei diritti degli animali ed è un tifoso del Liverpool.

## Discografia
Album in studio
- 1977 - My Aim Is True
- 1978 - This Year's Model
- 1979 - Armed Forces
- 1980 - Get Happy!!
- 1981 - Trust
- 1981 - Almost Blue
- 1982 - Imperial Bedroom
- 1983 - Punch the Clock
- 1984 - Goodbye Cruel World
- 1986 - King of America
- 1986 - Blood and Chocolate
- 1989 - Spike
- 1991 - Mighty Like a Rose
- 1993 - The Juliet Letters
- 1994 - Brutal Youth
- 1995 - Kojak Variety
- 1996 - All This Useless Beauty
- 2002 - When I Was Cruel
- 2003 - North
- 2004 - Il Sogno
- 2004 - The Delivery Man
- 2005 - Piano Jazz
- 2008 - Momofuku
- 2009 - Secret, Profane & Sugarcane
- 2010 - National Ransom
- 2018 - Look Now
- 2020 - Hey Clockface
- 2022 - The Boy Named If

Collaborazioni
- 1994 The Glory of Gershwin
- 1991 - G.B.H. con Richard Harvey

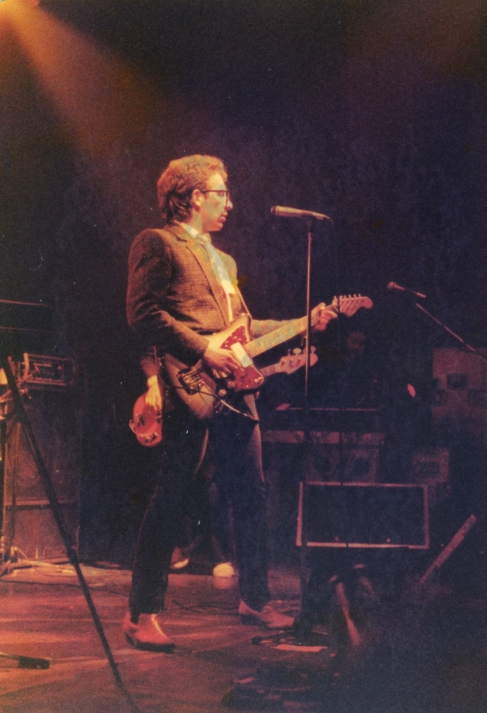
Elvis Costello, 1979

- 1995 - Jake's Progress con Richard Harvey
- 1997 - Terror & Magnificience di John Harle
- 1998 - Painted from Memory con Burt Bacharach
- 2005 - Piano Jazz con Marian McPartland
- 2006 - The River in Reverse con Allen Toussaint
- 2013 - Wise Up Ghost con The Roots

## Filmografia
- 1979 - Americathon
- 1984 - Scully (serie TV)
- 1984 - The Bullshitters (Channel 4)
- 1985 - No Surrender
- 1987 - Diritti all'inferno
- 1994 - The Larry Sanders Show (sitcom)
- 1997 - Spice Girls - Il film
- 1999 - Austin Powers - La spia che ci provava
- 2001 - Una famiglia del terzo tipo (sitcom)
- 2002 - I Simpson (episodio Come ho passato la mia vacanza a strimpellare)
- 2003 - Frasier
- 2004 - Dead Ringers (sitcom)
- 2004 - Due uomini e mezzo (episodio 1, stagione 2)
- 2004 - De-Lovely - Così facile da amare
- 2006 - Delirious - Tutto è possibile
- 2006 - Ricky Bobby - La storia di un uomo che sapeva contare fino a uno
- 2008 - A Colbert Christmas: The Greatest Gift of All!"
- 2009 - 30 Rock (ep. Kidney Now!)
- 2010 - Treme (serie TV)